# Aleoetisch

Aleoetisch taalgebied

Aleoetisch of Unangam Tunuu is de taal die gesproken wordt door de Aleoeten die leven op de Aleoeten, Pribilofeilanden, Komandorski-eilanden en het Alaska-schiereiland (in het Aleoetisch Alaxsxa, de oorsprong van de staatsnaam Alaska is een Aleoetisch woord). Aleoetisch is de enige taal in de Aleoetische tak van de Eskimo-Aleoetische taalfamilie. De Aleoetische taal bestaat uit drie dialecten, waaronder Unalaska (Oost-Aleoetisch), Atka/Atkan (Atka Aleoetisch), en Attu/Attuan (West-Aleoetisch; nu uitgestorven).
Verschillende bronnen schatten dat er minder dan 100 tot 150 actieve Aleoetische sprekers over zijn. Oostelijk en Atkan Aleoet zijn geclassificeerd als "ernstig bedreigd en uitgestorven" en hebben een Expanded Graded Intergenerational Disruption Scale (EGIDS) classificatie van 7. De taak om het Aleoetisch nieuw leven in te blazen is grotendeels overgelaten aan de lokale overheid en gemeenschapsorganisaties. De overgrote meerderheid van de scholen in de van oudsher Aleoetisch sprekende gebieden hebben geen taal/cultuur cursussen in hun curriculum, en de scholen die dat wel doen slagen er niet in om vloeiende of zelfs vaardige sprekers voort te brengen.
Het Aleoetisch werd voor het eerst beschreven door de expeditie van Vitus Bering in 1741, en de taal werd voor het eerst vastgelegd in 1778 in een woordenlijst samengesteld door James King op Cooks reis in 1778. Het was in deze tijd dat de Keizerlijke Academie van Wetenschappen van Sint-Petersburg zich bewust werd van de taal na het horen van de Russische handelsexpedities. Als antwoord op de wens van Catharina de Grote om een woordenboek van alle talen van het Russische Rijk te publiceren, werd Peter Simon Pallas ingehuurd om het nodige veldwerk te leiden om taalkundige informatie over het Aleoetisch te verzamelen. Tussen 1791 en 1792 stelden Carl Heinrich Merck en Michael Rohbeck woordenlijsten samen en voerden een volkstelling uit van de mannelijke bevolking. Joeri Fjodorovitsj Lisjanski, evenals Nikolaj Petrovitsj Rezanov, stelden andere woordenlijsten samen. Johann Christoph Adelung en Johann Severin Vater noemden de taal voor het eerst in 1806 in hun "Allgemeine Sprachkunde".
Pas in 1819 bestudeerde de eerste professionele taalkundige, de Deen Rasmus Rask, het Aleoetisch. Hij verzamelde woorden en verbuigingen van twee sprekers van het Oost-Aleoetisch dialect die in Sint-Petersburg woonden. In 1824 begon Innokenti Venjaminov het Aleoetisch te bestuderen in Unalaska en revolutioneerde het als een literaire taal: hij creëerde een spelling met behulp van het Cyrillische alfabet (het Latijnse alfabet zou later komen), vertaalde het evangelie van Matteüs en enkele andere religieuze teksten in het Aleoetisch en publiceerde in 1846 een Oost-Aleoetische grammatica.
De eerste Fransman die het Aleoetisch beschreef was Alphonse Pinart in 1871, kort nadat de Verenigde Staten Alaska hadden verworven. Een paar jaar later, in 1878, begon de Amerikaanse Lucien M. Turner het Aleoetisch te verzamelen voor een woordenlijst. De Pool Benedikt Dibowski begon in 1881, de Russische arts Nikolaj Vasiljevitsj in 1892 met het samenstellen van woordenlijsten uit de dialecten van de Komandorski-eilanden in 1881.
Van 1909 tot 1910 reisde de etnoloog Waldemar Jochelson naar de Aleoeten van Unalaska, Atka, Attu en Nikolski en deed daar negentien maanden veldwerk. Alexei Yachmenev en Leonti Sivstow, die beiden de Unalaska-Aleoeten taal spraken, assisteerden Jochelson bij zijn etnografische werk. Jochelson verzamelde Aleoetenverhalen, folklorestukken en mythen en had er niet alleen veel van genoteerd, maar ook op band opgenomen. Daar ontdekte hij tal van uitdrukkingen en grammaticale eigenaardigheden en droeg hij veel bij aan de wetenschappelijke kennis van het Aleoetisch.
In de jaren 1930 schreven twee inheemse Aleoeten werken die worden beschouwd als doorbraken in het gebruik van het Aleoetisch als literaire taal. Afinogen K. Ermeloff schreef een beschrijving van een schipbreuk in zijn moedertaal en Ardelion G. Ermeloff hield een dagboek bij in het Aleoetisch. Tegelijkertijd verkreeg de taalkundige Melville Jacobs enkele nieuwe teksten van Sergey Golley, een spreker van Atka-Aleoetisch, die op dat moment in het ziekenhuis lag.
John P. Harrington bevorderde in 1941 onderzoek naar het dialect van de Pribilofeilanden op Saint Paul en verzamelde onderweg nieuwe woordenschat. In 1944 publiceerde het Amerikaanse ministerie van Binnenlandse Zaken "The Aleut Language" als onderdeel van de oorlogsinspanning, waardoor zijn soldaten de taal van de Aleoeten konden begrijpen. Dit Anglo-Aleoetisch taalproject was gebaseerd op het werk van Venjaminov. Knut Bergsland publiceerde in 1994 een compleet woordenboek van het Aleoeten.